# Natassha McDonald
Natassha McDonald, född 27 januari 1997, är en friidrottare från Kanada. Hon deltog vid olympiska sommarspelen 2020.